# Liz Brixius
Liz Brixius es una guionista y productora de televisión estadounidense.
En 2008 Brixius, Linda Wallem y Evan Dunsky crearon la serie de televisión Nurse Jackie, historia de una enfermera con serios trastornos emocionales en un hospital de Nueva York. Protagonizada por Edie Falco de The Sopranos, la serie se estrenó en Showtime en junio de 2009, con Wallem y Brixius compartiendo la producción ejecutiva con Caryn Mandabach.
Brixius abandonó el equipo de Nurse Jackie en 2012 después de firmar un contrato de desarrollo por dos años con Universal TV.
Brixius tuvo una relación sentimental con la productora Allison Adler. Se separaron en mayo de 2017.